# Mers-les-Bains
 Mers-les-Bains  es una población y comuna francesa, en la región de Picardía, departamento de Somme, en el distrito de Abbeville y cantón de Ault.
Con Eu y Le Treport es una de las localidades de un mismo conglomerado urbano «trois villes sœurs» (las 'tres ciudades hermanas') que está a caballo de dos departamentos y dos regiones distintas.
Antiguamente pequeño pueblo de pescadores se convierte en una estación balnearia a la moda desde 1860, coincidiendo con el gusto por los baños de mar y sobre todo tras 1872 cuando la apertura de la vía férrea entre París y Le Treport permitió recorrer la distancia entre la capital y la playa en tres horas. Como consecuencia un barrio de villas de vacaciones, hoteles y pensiones de estilo modernista se construye frente al mar y en las calles adyacente a la playa. Actualmente sigue siendo la principal atracción de la ciudad. 

## Demografía
| 3834 | 4107 | 4628 | 3945 | 3540 | 3394 |
| Para los censos de 1962 a 1999 la población legal corresponde a la población sin duplicidades (Fuente: INSEE [Consultar]) |      |      |      |      |      |

## Deportes
En la localidad, tiene la llegada la carrera ciclista La Côte Picarde.